# Большой Ерогодский Починок
Большой Ерогодский Починок — деревня в Великоустюгском районе Вологодской области.
Входит в состав Ломоватского сельского поселения, с точки зрения административно-территориального деления — в Ломоватский сельсовет.
Расстояние по автодороге до районного центра Великого Устюга — 121 км, до центра муниципального образования Ломоватки — 11 км. Ближайший населённый пункт — Пихтово.
По данным переписи в 2002 году постоянного населения не было.